# 타이탄 IV
타이탄 IV는 미국 공군의 우주발사체이다.
미국 공군의 타이탄 IV 로켓은 플로리다주의 케이프커내버럴 공군 기지와 캘리포니아주의 반덴버그 공군 기지에서 발사된다.
2005년에 퇴역했다. 마지막 발사는 Titan IVB-30 로켓이며 2005년 4월 25일 케이프커내버럴 공군 기지에서 발사되었다. 반덴버그 공군 기지에서 마지막으로 발사된 것은 2005년 10월 19일이었다.
2005년 이후부터는 록히드 마틴의 아틀라스 V 로켓과 보잉의 델타 IV 로켓이 발사되고 있다.

## 기능
타이탄 IV는 미국 공군을 위해 우주왕복선에 탑재할 화물량을 운반할 수 있도록 개발되었다.
2개의 대형 고체연로 로켓 부스터와 1단 액체연로 로켓으로 구성되어 있으며, 2단은 액체연로 로켓을 사용한다. 발사시에는 2개의 고체연료 로켓만 점화하며, 2분 정도 비행 뒤에 1단 액체연료 로켓이 점화된다.
1960년대 미국은 2인승 유인우주선을 발사하는 제미니 계획을 세워, 타이탄 II ICBM을 개조해 제미니 타이탄 II 로켓을 발사했다. 그냥 제미니 로켓이라고도 부른다. 이 제미니 로켓의 1단에 700톤 추력의 대형 고체연료 부스터 2개(1400톤 추력)를 장착한 것이 타이탄 IV이다.